# Laneuveville-aux-Bois
Laneuveville-aux-Bois é uma comuna francesa na região administrativa de Grande Leste, no departamento de Meurthe-et-Moselle. Estende-se por uma área de 19,04 km². Em 2010 a comuna tinha 317 habitantes (densidade: 16,6 hab./km²).